# Aérospatiale SA 330 Puma
Аэроспасьяль SA 330 «Пума» (фр. Aérospatiale SA 330 Puma) — четырёхлопастной двухмоторный средний транспортно-служебный вертолет, разработанный и первоначально произведенный французской аэрокосмической компанией Sud Aviation.
Вертолёт «Пума» был разработан с чистого листа в середине 1960-х годов в ответ на потребность французской армии в всепогодном многоцелевом вертолете среднего размера. Оснащенный парой турбовальных двигателей Turbomeca Turmo, он был спроектирован для перевозки до 16 военнослужащих или максимум шести носилок с четырьмя сопровождающими для эвакуации раненых, а также перевозки до 2500 кг груза либо внутри, либо с использованием внешней подвески. В конструкции «Пумы» было реализовано несколько инноваций, в том числе автоматическая система контроля состояния лопастей в полете и относительно продвинутые инструменты по снижению вибрации, встроенные в главный редуктор и лопасти несущего винта. Также была предусмотрена возможность для работы ночью, в неблагоприятных метеорологических условиях и в климатических условиях в диапазоне от Арктики до пустыни. «Пума» также имеет намеренно высокий уровень резервной мощности, чтобы обеспечить эффективный полет даже при максимальном массе только с одним работающим двигателем.
15 апреля 1965 года первый прототип совершил свой первый полет. Первый серийный вертолет «Пума» совершил свой первый полет в сентябре 1968 года. Поставки французской армии начались в начале 1969 года, и этот летательный аппарат быстро оказался коммерчески успешным. Производство «Пумы» продолжалось до 1980-х годов под руководством компании-преемника Sud Aviation Aérospatiale. Он также производился по лицензии в Румынии как IAR 330. Две нелицензированные модификации — ударный вертолет Denel Rooivalk и многоцелевой вертолет Atlas Oryx — были построены в Южной Африке. Было разработано несколько усовершенствованных модификаций, таких как AS332 Super Puma и AS532 Cougar, которые производятся компанией Eurocopter и ее преемницей компанией Airbus Helicopters с начала 1990-х годов. Производство этих моделей продолжается и в 21-м веке.
Важные операции этого вертолёта включают войну в Персидском заливе, война за независимость Намибии, португальскую колониальную войну, югославские войны, гражданскую войну в Ливане, войну в Ираке и войну за Фолклендские острова. Многие операторы решили модернизировать свой парк винтокрылых машин, часто добавляя больше возможностей и новых функций, таких как стеклянные кабины, навигация по системе глобального позиционирования (GPS) и дополнительные меры защиты.
Вертолеты «Пума» и созданные на их базе «Супер Пума» и «Когуар» используются в вооруженных силах Франции, Великобритании и ряда других стран мира в основном для переброски войск на поле боя и тылового обеспечения различных соединений и частей, а при оснащении соответствующим вооружением и оборудованием — для огневой поддержки сухопутных войск, противолодочной обороны и воздушной разведки.
Этот вертолёт также широко использовался в гражданской сфере и эксплуатировался рядом гражданских операторов. Одним из крупнейших гражданских операторов «Пумы» была компания Bristow Helicopters, которая регулярно использовала его для морских операций над Северным морем, в частности для операций по обслуживанию нефтяных буровых платформ.

## Разработка и производство
SA 330 Puma изначально был разработан компанией Sud Aviation для удовлетворения потребностей французской армии в всепогодном вертолете среднего размера, способном перевозить до 20 солдат, а также выполнять перевозки грузов различного назначения. Выбор был сделан в пользу разработки новой конструкции вертолета, работы начались в 1963 году при поддержке правительства Франции. Первый из двух прототипов «Пумы» поднялся в воздух 15 апреля 1965 года. Также было построено еще шесть предсерийных моделей, последняя из которых совершила полет 30 июля 1968 года. Первый серийный SA 330 Puma поднялся в воздух в сентябре 1968 года, а поставки во французскую армию начались в начале 1969 года.
В 1967 году «Пума» была выбрана Королевскими ВВС Великобритании, которые были впечатлены характеристиками этого вертолёта. Ему было присвоено внутреннее обозначение Puma HC Mk 1. Между Aerospatiale и Westland Helicopters из Великобритании было подписано важное соглашение о совместном производстве этого летательного аппарата. Тесное сотрудничество между французскими и британскими фирмами приведет к покупке Aérospatiale Gazelle Великобританией и Westland Lynx Францией. В рамках этого соглашения Westland произвела ряд компонентов вертолета и выполнила сборку «Пум» по заказу Королевских ВВС.
SA 330 имел успех на экспортном рынке, многие страны закупили военные варианты «Пумы» для службы в своих вооруженных силах. Этот тип также получил широкое распространение на гражданском рынке, где операторы широко использовали его для перевозки грузов на морские нефтяные платформы. На протяжении большей части 1970-х годов SA 330 Puma был самым продаваемым транспортным вертолетом, производимым в Европе. К июлю 1978 года гражданским заказчикам уже было поставлено более 50 «Пум», а общий налет во всем мире превысил 500 000 часов.
Румыния заключила соглашение с Aerospatiale о производстве «Пумы» по лицензии как IAR 330, изготовив не менее 163 вертолетов этого типа для румынских вооруженных сил, гражданских операторов и нескольких собственных экспортных клиентов. Южная Африка, постоянный пользователь этого вертолёта, выполнила собственную программу модернизации и производства, проводимую государственной авиастроительной корпорацией Atlas Aircraft Corporation для модификации своих собственных «Пум», в результате чего вертолет получил название Oryx. В 1990-х годах компания Denel также разработала ударный вертолет для ВВС ЮАР на базе «Пумы», известный как Denel Rooivalk.
В 1974 году компания Aerospatiale начала разработку улучшенных вариантов вертолетов «Пума», стремясь создать преемника этого типа. Эти усилия воплотились в создании AS332 Super Puma. Первый прототип AS332 поднялся в воздух 13 сентября 1978 года и имел более мощные двигатели и более аэродинамически совершенный удлиненный фюзеляж. В итоге к 1980 году производство AS332 Super Puma обогнало производство первоначальной SA 330 Puma. Производство SA 330 Puma компанией Aérospatiale прекратилось в 1987 году, всего к этому времени было продано 697 вертолётов по всему миру. В то время как производство данного типа вертолёта было продолжено в Румынии компанией «Индустрия Аеронаутикэ Ромынэ» в двадцать первом веке.

## Конструкция
Aérospatiale SA 330 Puma — двух двигательный вертолет, предназначенный в основном для перевозки личного состава и транспортировки грузов различного назначения. Цельнометаллический фюзеляж полумонококовой конструкции разделен на двухместную кабину экипажа и грузовую кабину длиной 6.05м. В транспортном отсеке на складных сиденьях могут разместиться до 16 военнослужащих, а в конфигурации для эвакуации раненых в той же кабине можно разместить до шести носилок и четырех сопровождающих. «Пума» также может выполнять обязанности по транспортировке грузов, либо на внешней подвеске вертолета, либо используя внутреннее пространство кабины. За один раз можно перевозить груз весом до 2500 кг. Гражданские «Пумы» имеют разнообразные компоновки салона, обычно предназначенные для различных видов перевозки пассажиров, включая перевозку VIP-персон. Для поисково-спасательных операций обычно устанавливается подъемник, часто крепящийся на правом борту фюзеляжа.
Пара установленных на крыше турбовальных двигателей Turbomeca Turmo приводит в движение четырехлопастной несущий винт. Рулевой и несущий винты приводятся в движение пятиступенчатой коробкой передач со стандартной скоростью равной 265 об/мин. Несущий винт имеет четыре лопасти, крепление которых осуществляется посредством шарниров. Рулевой винт пятилопастный. В конструкции трансмиссии было реализовано несколько уникальных и необычных для того времени инноваций, таких как цельное изготовление вала несущего винта и антивибрационные решения, сопряженные с главным редуктором и лопастями несущего винта. «Пума» также имеет автоматическую систему проверки лопастей, которая защищает и предупреждает экипажи о возможном усталостном разрушении лопастей несущего винта. Вертолёт оснащен парой гидравлических систем, которые намеренно работают независимо друг от друга: одна система приводит в действие только органы управления полетом самолета, а другая обслуживает автопилот, работу шасси и тормоз несущего винта, а также является дублирующей для органов управления полетом.
На вертолетах «Пума» устанавливались двигатели Turbomeca Turmo различных модификаций. В частности, использовались двигатели Turmo III с4 с взлетной мощностью 955кВт и Turmo IV А мощностью 1030кВт. Запас топлива во внутри фюзеляжных баках составляет 1560л. Все модификации вертолетов «Пума» снабжены трехстоечным убирающимся в полете колесным шасси, конструкция которого выдерживает жесткую посадку с вертикальной скоростью до 3м/с.
Что касается летных характеристик, «Пума» была спроектирована так, чтобы развивать высокие скорости, обладать отличной маневренностью и обладать благоприятными характеристиками в жарких и высокогорных условиях. Двигатели имеют намеренно высокий уровень резерва по мощности, чтобы позволить вертолёту эффективно летать даже при максимальной массе только с одним работающим двигателем и продолжать выполнение своей миссии, если того потребуют обстоятельства. Кабина оборудована обычным двойным управлением как для пилота, так и для второго пилота, в кабине предусмотрено третье место для резервного члена экипажа или командира. «Пума» оснащена электрогидравлическим автопилотом SFIM-Newmark Type 127. Автопилот способен стабилизировать летательный аппарат по крену и тангажу, оператор подъемного оборудования также может напрямую корректировать положение вертолета со своего места через автопилот.
Хотя это и не было включено в первоначальный производственный цикл, многие операторы «Пум» установили дополнительные опции и современное оборудование для получения дополнительных возможностей для этого вертолёта. ВВС Великобритании оснастили свой флот «Пум» навигационным оборудованием системы глобального позиционирования (GPS), а также набором средств самообороны, включая инфракрасные средства противодействия и автоматизированные системы отстрела ложных целей, а также приборы ночного видения для полетов в ночное время. Армейская авиация Франции модернизировала свои «Пумы» в соответствии со стандартами Международной организации гражданской авиации. Это включало добавление новых цифровых систем, включая автоматизированные системы управления полётом, такие как канал передачи данных Sitalat. Частные компании, такие как южноафриканская Thunder City, предоставили свои программы продления срока службы и модернизации «Пум», а некоторые эксплуатанты решили обновить свой парк вертолётов, установив на них стеклянные кабины.

## История службы

### Аргентина
Во время Фолклендской войны в 1982 году на театр военных действий были переброшены пять SA 330 Puma аргентинской армии и один вертолет этого типа, из состава береговой охраны. Все они могли действовать как с кораблей Военно-морских сил Аргентины, так и выполнять миссии на всей территории островов. Все эти вертолёты были потеряны в последовавшем конфликте. 3 апреля при высадке аргентинских войск в рамках вторжения на Южную Георгию один вертолёт «Пума» был сильно поврежден огнем из стрелкового оружия британских сухопутных войск и вскоре после этого рухнул на землю. 9 мая одиночная «Пума» была уничтожена зенитной ракетой «Си Дарт», запущенной с эсминца «Ковентри».
23 мая пара палубных истребителей-бомбардировщиков Sea Harrier Королевского военно-морского флота перехватила три аргентинских «Пумы» во время миссии по снабжению аргентинского гарнизона в Порт-Хауард. В ходе последующего боя одна «Пума» была уничтожена в результате столкновения с землей, вторая была выведена из строя и впоследствии уничтожена огнем «Си Харриеров», третья «Пума» скрылась. 30 мая в районе горы Кент при невыясненных обстоятельствах пропала «Пума», возможно, из-за дружественного огня. В статье на аргентинском новостном сайте MercoPress сообщалось, что в тот же день вертолёт «Пума» был сбит из ПЗРК «Стингер», выпущенной бойцами специального подразделения SAS, недалеко от горы Кент. В результате сбития шесть бойцов спецназа национальной жандармерии были убиты и еще восемь ранены.

### Великобритания
Первые две «Пумы» для Королевских ВВС были поставлены 29 января 1971 года. Первым подразделением, в котором начали службу SA 330 была 33-я эскадрилья, базирующаяся на авиабазе ВВС Одихэм. ВВС Великобритании заказали в общей сложности 48 единиц Puma HC Mk 1 для транспортных целей. Во время Фолклендской войны один SA 330J, ранее принадлежавший аргентинской береговой охране, был захвачен британскими войсками, отправлен обратно в Великобританию и в течение нескольких лет использовался в качестве средства статического обучения членов экипажей Королевских ВВС. Этот SA 330J позже был отремонтирован компанией Westland с использованием деталей от поврежденного вертолёта с бортовым номером XW215 и принят на вооружение ВВС после длительного ремонта с новым бортовым номером ZE449. «Пума» стала обычной машиной для британских спецназовцев, таких как Особая воздушная служба, и была описана как «подходящая для тайных миссий по всему миру».
В период с начала 1970-х по 1990-е годы «Пумы» ВВС обычно базировались на авиабазах Одихэм (33-я эскадрилья и 240-й оперативный отряд), Гютерсло в Германии (230-я эскадрилья) и в составе военно-воздушной компоненты Британского военного присутствия в Белизе. Во время конфликта в Северной Ирландии эти вертолёты также часто базировались на авиабазе Олдергроув в Северной Ирландии. В 1994 году 230-я эскадрилья была переведена в Олдергроув, чтобы обеспечить постоянное присутствие для дополнения парка вертолётов Westland Wessex 72-й эскадрильи. В ходе конфликта один британский вертолёт «Пума» был сбит попаданием мины из самодельного ирландского миномёта Mark 15, один вертолёт разбился столкнувшись с вертолётом «Газель» и ещё один был подбит огнём ирландской «Технички». В 2009 году 230-я эскадрилья перебазировалась на авиабазу Бенсон вместе с 33-й эскадрильей из Одихэма.
«Пумы» Королевских ВВС также участвовали в различных миссиях в Венесуэле, Ираке, Югославии и Заире. Великобритания часто отправляла эти летательные аппараты для оказания помощи при стихийных бедствиях и гуманитарных миссий, например, во время наводнения в Мозамбике в 2000 году и разрушительного наводнения на Ямайке в 1988 году, а также для проведения миротворческих операций в таких регионах, как Зимбабве и страны Персидского залива.
В разгар войны в Персидском заливе объединенные силы 230-й и 33-й эскадрилий в составе которых находились SA 330 сыграли решающую роль в быстрой мобилизации и развертывании войск для не допущения диверсии иракских войск на нефтяном месторождении Румайла. С самого начала войны в Ираке, с 2003 по 2009 год, «Пумы» Королевских ВВС использовались для переброски войск на всем театре военных действий. 15 апреля 2007 года две «Пумы» ВВС Великобритании столкнулись во время миссии по переброске отряда спецназа недалеко от Багдада. В итоге погибло двое британских военнослужащих и еще один серьезно пострадал. В ноябре 2007 года вертолёт «Пума» разбился во время операции по борьбе с повстанцами в Ираке. Расследование показало, что причиной в первую очередь была ошибка пилота, однако Министерство обороны подверглось критике за отсутствие у пилотов вертолетов приборов ночного видения и недостаточное качественное техническое обслуживание, ставящее под угрозу безопасность полетов. Сообщалось, что эти недостатки были устранены после инцидента.
В 2002 году Великобритания закупила шесть бывших южноафриканских вертолетов SA 330L, чтобы продлить срок их службы. В рамках обширной программы по модернизации, первый вертолет Puma HC Mk2 был принят на вооружение в конце 2012 года, а последний в начале 2014 года, что позволило «Пумам» ВВС Великобритании оставаться в эксплуатации до 2025 года. В 2008 году планировалось модернизировать 30 летательных аппаратов, впоследствии это число было сокращено до 22, а позже увеличено до 24 единиц HC Mk2. Модернизация заключается в установке двух двигателей Turbomeca Makila, новой коробки передач и рулевого винта, новых органов управления двигателем, цифрового автопилота, системы управления полетом, улучшенного комплекса защитных средств и баллистической защиты как экипажа, так и пассажиров. HC Mk2 Puma может перевозить вдвое большую полезную нагрузку на дальность, в три раза большую, чем его предшественник, и использоваться для тактической транспортировки войск, ведения боевых действий и гуманитарных миссий.
Ожидается, что ВВС Великобритании заменят свой парк SA 330 Puma к середине 2020-х годов, при этом вертолеты, которые их заменят будут закуплена в рамках программы New Medium Helicopter.

### Ливан
В период с 1980 по 1984 год ВВС Ливана получили из Франции десять единиц SA 330C «Пума» для оснащения своей недавно сформированной 9-й транспортной эскадрильи на авиабазе в Бейруте, где она первоначально базировалась. В 1983 году эскадрилья была передислоцирована к северу от Бейрута, а ее «Пумы» были рассредоточены по небольшим импровизированным вертолетным площадкам вокруг Джунии и Адмы по соображениям безопасности. 23 августа 1984 года вертолёт «Пума», на борту которого находились начальник штаба Ливанских вооруженных сил и командир седьмой бригады генерал Надим аль-Хаким и восемь других старших офицеров, разбился в густом тумане недалеко от Бейрута, в результате чего погибли все находившиеся на борту. 1 июня 1987 года премьер-министр Ливана Рашид Караме был убит на борту вертолёта «Пума», направлявшегося в Бейрут, когда в чемодане, лежащем у него на коленях, взорвалась бомба. В результате взрыва также были ранены министр внутренних дел Абдулла Расси и трое из двенадцати пассажиров и членов экипажа вертолёта «Пума», который был серьезно поврежден.
На заключительном этапе гражданской войны в Ливане флот вертолётов «Пума», который теперь сократился до семи или шести годных к полетам вертолетов, обычно использовался для проведения полетов на Кипр от имени временного военного правительства генерала Мишеля Ауна, хотя нехватка топлива и проблемы с обслуживанием привели к практически полной остановке полётов до конца войны в октябре 1990 года.
После конфликта командование ВВС Ливана предпринимало последовательные усилия по восстановлению своей эскадрильи транспортных вертолетов с помощью Объединенных Арабских Эмиратов, и в 2010 году в страну было поставлено семь вертолетов IAR 330 SM, ранее находившихся на вооружении ВВС Объединенных Арабских Эмиратов.

### Марокко
В 1974 году правительство Марокко заключило соглашение с Францией о покупке 40 вертолетов «Пума» для своих вооруженных сил. В 1970-х и 1980-х годах марокканские «Пумы» участвовали в боевых действиях против сепаратистов Фронта Полисарио и помогли обеспечить контроль над спорной территорией Западной Сахары. Использование авиации марокканскими войсками было серьезно затруднено после того, как несколько машин были потеряны или повреждены из-за наличия предоставленных Советским Союзом зенитно-ракетных комплексов 2К12 Куб в руках повстанцев в начале 1980-х годов.
В октябре 2007 года в рамках сделки стоимостью 2 миллиарда евро между Марокко и Францией было достигнуто соглашение о том, что в общей сложности 25 марокканских «Пум» должны пройти масштабную модернизацию.

### Португалия
В 1969 году Португалия стала первым экспортным покупателем вертолётов «Пума», заказав 12 единиц для своих военно-воздушных сил. Португалия также стала первой страной, которая использовала свои «Пумы» в боевых действиях во время португальской колониальной войны. Этот вертолёт активно использовался в боевых действиях в дополнении к парку вертолетов Alouette III во время войн за независимость Анголы и Мозамбика. Этот вертолёт показал свое превосходство по сравнению с другими эксплуатируемыми вертолетами за счет большей автономности, вместимости и удобства в эксплуатации.
В 1980-е годы Португалия заключила тайное соглашение с Южной Африкой, чтобы обойти эмбарго Организации Объединенных Наций, введенное в отношении этой страны, в соответствии с которым Франция отказалась предоставить дополнительные комплекты и запасные части для собственного парка вертолётов SA 330 Южной Африки. В рамках тайной сделки Португалия заказала более мощные двигатели и новые комплекты авионики с публичным намерением использовать их на своих собственных «Пумах», однако многие компоненты были перенаправлены через подставную компанию из Заира южноафриканской оборонной фирме Armscorp, где они использовались для ремонта, модернизации и внесения изменений в конструкцию ранее поставленных вертолётов, что в конечном итоге приведет к созданию собственной версии SA 330 Atlas Oryx. Португальские «Пумы» также получили значительные улучшения внесенные в конструкцию, которые были оплачены по условиям соглашения.
C 2006 году ВВС Португалии принимать на вооружение вертолёты AgustaWestland AW101 Merlin, более крупные и мощные машины, пришедшие на замену устаревшему парку вертолетов SA 330 Puma.
Начиная с 2007 года Португалия предлагала на продажу восемь снятых с вооружения «Пум». В начале 2025 года они были переданы Украине в рамках пакета военной помощи, утверждённого в конце 2024 года.

### Украина
В конце 2024 года правительство Португалии приняло решение о передаче Украине в качестве военной помощи восьми вертолётов SA-330 Puma и в начале марта 2025 года объявило об их передаче. Особенностью переданных вертолётов является продвинутая система управления огнём, которая позволяет запускать противокорабельные ракеты Exocet. В носовой части вертолётов расположена радиолокационная станция ORB-31 Х-диапазона, которая может быть сконфигурирована для разных вертолётов и использоваться для поиска целей на морской поверхности, их идентификации, предупреждении о погоде, навигации и управления огнем для поражения надводных и подводных целей.

### Франция
В сентябре 1979 года четыре «Пумы» были задействованы во время операции «Барракуда» для перевозки французской штурмовой группы прямо к зданию правительства Центральноафриканской империи, после чего конфискованные ценности и различные дипломатические и политические документы были быстро доставлены в близлежащее посольство Франции с помощью непрерывных рейсов «Пум».
Одним из отличительных вариантов использования этого вертолёта на французской службе было использование его как VIP-транспорта для перевозки президента Франции как дома, так и во время дипломатических визитов за границей. Позднее эти функции были возложены на более крупный и современный AS332 Super Puma, поскольку он стал выпускаться в достаточном количестве.
Во время Первой войны в Персидском заливе 1991 года Франция решила направить несколько «Пум» для поддержки коалиционных сил, участвующих в конфликте с силами Саддама Хусейна. Те «Пумы», которым было поручено выполнять боевые поисково-спасательные миссии, были быстро оснащены GPS-приемниками для улучшения их навигационных возможностей.
В рамках вклада Франции в интервенцию под руководством НАТО в югославские войны в 1990-х годах несколько французских «Пум» действовали в регионе вместе с другими операторами этих вертолетов, такими как Великобритания и Объединенные Арабские Эмираты. Одной из частых миссий этого вертолёта было  оказание гуманитарной помощи беженцам, спасающимся от продолжающегося военного конфликта. В апреле 1994 года французская «Пума» осуществила ночную эвакуацию британского отряда SAS и сбитого пилота истребителя «Си Харриер» из глубины враждебной боснийской территории. При отступлении из этого района вертолёт попал под обстрел из стрелкового оружия. 18 июня 1999 года 20 «Пум» осуществили единую скоординированную воздушную высадку двух рот французских десантников, что помогло возглавить быстрый захват Косовской Митровицы сухопутными войсками НАТО.
К 2010 году и французская армия, и французский флот решили закупить отдельные варианты вертолета NHIndustries NH90, чтобы в конечном итоге заменить парк «Пум» на французской военной службе. Начиная с июня 2014 года, пара «Пум» из вертолётной эскадрильи 1/67 'Pyrénées (EH 1/60) была переброшена в Чад и Нигер  в рамках операции «Бархан» по подавлению исламистского повстанческого движения в регионе Сахель. Первоначально действовавшие из Нджамены в Чаде, вертолёты позже перебазировались к городам Дирку и Мадаме в Нигере, поддерживая наземные войска и перекрывая пути снабжения повстанцев. Отряд вернулся во Францию в сентябре 2015 года после того, как его сменили другие силы французской армии. К 2016 году на вооружении ВВС Франции осталось около 20 вертолётов SA 330 Puma.

### Южно-Африканская Республика
Начиная с 1972 года, «Пумы», находящиеся на вооружении ВВС ЮАР, использовались в различных операциях в Юго-Западной Африке и Анголе во время войны за независимость Намибии. Вертолеты «Пума» участвовали в обычных операциях, операциях по быстрому развертыванию войск, действовали как связные машины, обеспечивали эвакуацию раненых, принимали участие в миссиях по спасению сбитых экипажей летательных аппаратов, операциях по обеспечению групп специального назначения, а также принимали участие в крупномасштабных трансграничных операциях, таких как «Саванна» (Operation Savannah (Angola)), «Урик» Operation Uric, «Протеа» Operation Protea, «Супер» Operation Super и «Модулер» Operation Moduler .
Большинство южноафриканских закупок «Пума», включая запасные части, были сделаны до ожидаемого эмбарго Организации Объединенных Наций, которое было введено в 1977 году. Южно-Африканская Республика впоследствии модернизировала многие из своих «Пум», в конечном итоге перейдя на собственную локализованную версию вертолет по названием Atlas Oryx. Внешняя помощь и комплекты для производства были получены посредством тайных сделок с Португалией во время эмбарго на поставки оружия.
В декабре 1979 года правительство ЮАР признало присутствие своих вооруженных сил, действующих в Родезии. «Пума» регулярно использовались в этом конфликте для поддержки сухопутных войск южноафриканской армии. В июне 1980 года 20 «Пум» сопровождали отряд численностью 8000 человек во время вторжения ЮАР в Анголу для борьбы с повстанцами Организации народов Юго-Западной Африки. В 1982 году правительство подтвердило, что 15 военнослужащих погибли в результате сбития южноафриканской «Пумы» силами этой повстанческой организации. Это была одна из самых больших потерь, понесенных одномоментно в этом конфликте.
Всего в ходе военных операций в 1970-80-х ЮАР потеряла около 15 вертолётов «Пума», причём один такой южноафриканский вертолёт с бортовым номером 168 был сбит попаданием одной пули из Автомата Калашникова.
В 1990-е годы тогдашний президент Республики Конго Паскаль Лиссуба предпринял тайные попытки закупить излишки «Пум» ВВС ЮАР, которые, скорее всего, предназначались для использования в гражданской войне в Конго. Когда греческий круизный лайнер MTS Oceanos потерпел крушение недалеко от региона Уайлд Кост в Южной Африки в 1991 году, целых 13 «Пум» сыграли решающую роль в спасательной операции, доставив 225 выживших в безопасное место во время сложных погодных условий.

### Гражданские операторы
Одним из крупнейших и известных операторов этого вертолёта была британская компания Bristow Helicopters, где «Пума» регулярно использовалась для перевозки грузов и людей на нефтяные платформы в Северном море. В 1970-е годы в Bristow стремились начать замену своих вертолетов Sikorsky S-61, и SA 330 Puma был выбран после того, как в Aerospatiale сделала очень выгодное для компании предложение. Вертолет с регистрацией G-BFSV был первой машиной этого типа, поступившей на службу в Bristow. С 1979 года «Пумы» составляли основу флота Bristow Helicopters. В 1981 году этот вертолёт полностью заменил вышедшие из эксплуатации вертолеты Westland Wessex компании. В 1982 году Bristow решила пополнить свой тогдашний парк из 11 вертолётов SA 330J Pumas введением в строй более мощной и современной модели AS.332 Super Puma.
Американский оператор вертолётов Erickson Inc. эксплуатировал как минимум четыре «Пумы». Они использовались, частности по контракту для контракту для доставки грузов (Vertical replenishment - VERTREP) на корабли Пятого и Седьмого флотов ВМС США. Вертолеты компании SA330J Puma размещаются на гражданских грузовых судах для поддержки конвоев ВМС, доставляя продовольствие, боеприпасы и детали самолетов. Это снижает потребность в перевалке опасных грузов с корабля на судно и позволяет кораблям и их экипажам оставаться в море в течение длительных периодов времени, улучшая возможности боевой  готовности..
Известно, что американская компания EP Aviation, являющаяся авиационным подразделением частной военной компании Academi эксплуатировала вертолеты «Пума» в Афганистане.

## Варианты

### Варианты Aerospatiale
SA 330A
Шесть предсерийных прототипов, первоначально носивших название Alouette IV
SA 330B
Первоначальная серийная версия вертолёта для сил армейской авиации Франции. Оснащен двигателями Turbomeca Turmo IIIC4 мощностью 884 кВт (1185 л.с.). 132 закуплены Французским правительством.
SA 330 Orchidée
Базовый SA 330 модифицирован для установки радиолокационной системы наблюдения за полем боя Orchidée с вращающейся антенной под фюзеляжем для нужд французской армии. Один демонстратор был построен и совершил полет в 1986 году. Программа Orchidée была отменена в 1990 году, но прототип снова поступил на вооружение в 1991 году для участия в войне в Персидском заливе, что привело к установке аналогичной системы на вертолёт Eurocopter Cougar.
SA 330C
Первоначальный экспортный серийный вариант. Оснащен двигателями Turbomeca Turmo IVB мощностью 1044 кВт (1400 л.с.).
SA.330E
Версия, производимая Westland Helicopters для Королевских ВВС Великобритании под обозначением Puma HC Mk. 1.
SA.330F
Первоначальная гражданская экспортная версия с турбовальными двигателями Turbomeca Turmo IIIC4.
SA.330G
Модернизированная гражданская версия с двигателями Turbomeca Turmo IVC мощностью 1175 кВт (1575 л.с.).
SA.330H
Модернизированный вариант для французской армии, а также экспортная версия с двигателями Turbomeca Turmo IVC и с лопастями несущего винта, изготовленными из композитных материалов. Внутренне обозначение для ВКС Франции - SA 330Ba. Все уцелевшие SA 330B французской армии переоборудованы под этот стандарт.
SA.330J
Модернизированный гражданский транспортный вариант с композитными лопастями несущего винта и увеличенной максимальной взлетной массой.
SA.330L
Модернизированная версия для условий hot and high («Жарко и высоко» — это авиационный термин, который относится к низкой плотности воздуха в аэропорту из-за высокой температуры окружающей среды и большой географической высоты. Чем ниже плотность воздуха, тем ниже подъемная сила, создаваемая крылом самолета или несущим винтом вертолета, которая влияет на характеристики летательного аппарата, не давая ему подняться над землей). Военный аналог гражданского варианта SA.330J.
SA.330S
Модернизированная версия SA 330L (в свою очередь переделанная из SA 330C) для ВВС Португалии. Оснащен двигателями Turbomeca Makila.
SA.330SM
Ливанская версия боевого вертолёта переоборудованная путем установки на усиленные боковые вертлюги одной 30-мм автоматической пушки ADEN Mk 4/5 в модифицированной гондоле и пары блоков с неуправляемыми авиационными ракетами с каждого борта.
SA.330Z
Прототип, построенный с рулевым винтом, выполненным по схеме «фенестрон».
SA.331 Puma Makila
Прототип для испытания двигателей Turbomeca Makila для вертолёта AS.332 Super Puma.

### Варианты других производителей
Atlas Aircraft Corporation Oryx
Модернизированный вариант SA 330 Puma, построенный для ВВС ЮАР. Atlas Oryx (названный в честь антилопы Орикс) — это универсальный вертолет среднего размера, разработанный и производимый авиастроительной корпорацией Atlas (ныне Denel Aeronautics) в Южной Африке. Его крупнейшим эксплуатантом являются ВВС Южной Африки, которые изначально были заинтересованы в создании подобной машины. Oryx — это модернизированный и переработанный вариант «Пумы», который по сути эквивалентен более современному вертолёту Eurocopter AS332 Super Puma и имеет улучшенные тактико-технические характеристики по сравнению с исходной моделью, а также снижение эксплуатационных расходов в целом на 25–30%. Ранние образцы были оснащены новейшими пылевыми фильтрами, которые тогда использовались на оригинальных «Пумах» ВВС ЮАР, а также подвижным вспомогательным воздухозаборником, который расположен непосредственно перед двигателем.
IPTN NAS 330J
Версия, собранная индонезийской авиастроительной компанией IPTN под местным обозначением NAS 330J и обозначением SA 330J в Aerospatiale. Было выпущено одиннадцать единиц.
IAR 330
IAR 330 представляет собой лицензионную версию вертолета Aérospatiale SA 330 Puma, выпускаемую румынским производителем авиационной техники Industria Aeronautică Română. IAR 330 производился в соответствии с лицензионным соглашением с французской аэрокосмической фирмой Aérospatiale, подписанным 30 июля 1974 года. 22 октября 1975 года первый вертолёт «Пума», построенный в Румынии, совершил свой первый полет. Вскоре после этого начались поставки заказчикам. К 1980 году было произведено около 25 единиц IAR 330 как для собственных вооруженных сил, так и для зарубежных заказчиков. Среди зарубежных заказчиков решивших закупить IAR 330 были Пакистан, Кот-д'Ивуар, Объединенные Арабские Эмираты и Судан. Крупнейшим оператором этого типа являются ВВС Румынии, которые первоначально использовали его в основном в качестве грузового транспорта. Может быть вооружен блоками неуправляемых авиационных ракет С-5, парой пулеметов калибра 7.62 мм, а также четырьмя ПТУР «Малютка», расположенными на внешних узлах подвески.
IAR 330L SOCAT
Противотанковая версия IAR 330. Произведено 25 единиц.
IAR-330 Puma Naval
Военно-морской вертолет. 3 построены в период с 2005 по 2008 год, с дальнейшими испытаниями и модернизациями, продолжавшимися до 2015 года.
Westland Puma HC Mk 1
Эквивалент SA 330E, произведенный компанией Westland Helicopters для ВВС Великобритании. Совершил первый полет 25 ноября 1970 года. Имеет сходство с SA 330B, используемым во французских вооруженных силах. Королевские ВВС разместили первоначальный заказ на 40 вертолётов «Пума» в 1967 году, а в 1979 году - еще восемь единиц на замену.
Airbus Helicopters Puma HC.Mk 2
Модифицированные Puma HC Mk1, всего 24 вертолёта, модернизированных более мощными двигателями Turbomeca Makila 1A1, стеклянной кабиной с новой авионикой, защищенной системой связи и улучшенными средствами защиты.

## Операторы
Указаны некоторые действующие операторы вертолётов SA 330 Puma.
 Бразилия
- ВВС Бразилии[67]

 Великобритания
- Королевские ВВС Великобритании[67]

 Габон
- Вооруженные силы Габона[68]

 Гвинея
- Вооруженные силы Гвинеи[69]

 Демократическая Республика Конго
- «Пума» Королевских ВВС Великобритании в тренировочном полёте над ЛондономВВС Демократической Республики Конго[67]

 Кения
- ВВС Кении[67]

 Кувейт
- ВВС Кувейта[67]

 Ливан
- ВВС Ливана[67]

 Малави
- Вооруженные силы Малави[67]

 Марокко
- Королевские ВВС Марокко[70]

 Пакистан
- Корпус армейской авиации Пакистана[71]
- ВВС Пакистана[67]

 Румыния
- ВВС Румынии[67]
- ВМС Румынии[67]

 Украина
- Вооружённые силы Украины[43]

 Франция
- ВКС Франции[67]
- Армейская авиация Франции[67]

 Чили
- Сухопутные войска Чили[67]

 Эквадор
- Сухопутные войска Эквадора[67]

 Южно-Африканская Республика
- ВВС Южно-Африканской Республики[67]

## Известные аварии и инциденты
- 9 апреля 2001 года вертолет Puma HC.1 (SA 330E) ВВС Великобритании из состава контингента НАТО в Косово разбился в 50 км к югу от Приштины, близ границы с Македонией. Вскоре после взлета вертолет вошел в облачность, и пилот решил снизить высоту, чтобы попытаться восстановить визуальный контакт с землей. Однако вертолет уже находился над крутым склоном и снизился примерно на 350 метров, пока пилот внезапно не увидел перед собой деревья. Он «резко» поднял вертолет, а затем выровнялся. Затем вертолет начал оседать и врезался в деревья на склоне долины. Полет длился около трех минут, погибли двое из находившихся на борту[72][73].
- 4 января 2002 года вертолёт «Пума» IAR330G принадлежащий ВВС Кении потерпел катастрофу когда совершал полет из Найроби в порт Момбаса, расположенный на побережье Индийского океана. Причиной стали механические проблемы самого вертолет и туман, в результате чего машина врезалась в склон лесистого холма[74].
- 29 марта 2022 года восемь миротворцев ООН (шестеро пакистанцев, один россиянин и серб), входящие в состав Миссии ООН по стабилизации в Демократической Республике Конго, погибли в результате крушения вертолета «Пума», эксплуатируемого Корпусом армейской авиации Пакистана во время полета по выполнению разведывательной миссии в неспокойной восточной части Демократической Республики Конго[75].

## Тактико-технические характеристики
Приведенные характеристики соответствуют модификации SA 330H.
Источник данных: Taylor, John W. R., 1975.

Технические характеристики
- Экипаж: 1-3 человека
- Пассажировместимость: до 20 солдат
- Длина: 18,15 м
- Длина фюзеляжа: 14,06 м
- Диаметр несущего винта: 15,0 м
- Диаметр рулевого винта: 3,04 м
- Высота: 5,14 м
- Площадь, ометаемая несущим винтом: 177,0 м²
- База шасси: 4,045 м
- Колея шасси: 2,38 м
- Масса пустого: 3536 кг
- Максимальная взлётная масса: 7000 кг
- Объём топливных баков: 1544 л (без дополнительных баков)
- Силовая установка: 2 × турбовальных Turbomeca Turmo IVC
- Мощность двигателей: 2 × 1575 л.с. (2 × 1175 кВт (взлётная))

Габариты грузовой кабины
- Длина: 6,05 м
- Ширина: 1,80 м
- Высота: 1,55 м
- Площадь пола: 7,8 м²
- Полезный объём: 11,4 м³

Лётные характеристики
- Максимально допустимая скорость: 273 км/ч
- Максимальная скорость: 257 км/ч
- Крейсерская скорость: 248 км/ч
- Практическая дальность: 580 км
- Статический потолок: 

  - с использованием эффекта земли: 2230 м
  - без использования эффекта земли: 1350 м
- Скороподъёмность: 7,1 м/с
- Нагрузка на диск: 39,5 кг/м²
- Тяговооружённость: 336 Вт/кг

Вооружение
- Стрелково-пушечное: ** 20 мм пушки по бокам фюзеляжа
  - 7,62 мм пулемёты в дверных проёмах

## Интересные факты
- Вертолёт использовался для съемок «в роли» советского вертолёта Ми-24 в фильмах «Рэмбо: первая кровь 2»,[76][77] «Рэмбо III» и «Красный рассвет».